# Ранняя пташка (телесериал)
«Ранняя пташка» (тур. Erkenci Kuş) — турецкий телесериал, в главных ролях Демет Оздемир и Джан Яман. Выходил с 26 июня 2018 по 6 августа 2019 года на канале Star TV. Премьера в России состоялась в июле 2022 года в онлайн-кинотеатре IVI.

## Сюжет
Санем Айдын — молодая мечтательница из скромного района в Стамбуле, которая, учитывая давление своей семьи, чтобы найти постоянную работу, начинает работать в рекламном агентстве, где ее старшая сестра Лейла работает в течение некоторого времени. Владелец агентства, Азиз Дивит, вынужден уйти в отставку, поэтому он передает бразды правления агентства своему старшему сыну Джану, всемирно известному  свободолюбивому фотографу,  а его младший сын Эмре занимается бухгалтерским учетом. После прибытия Санем жизнь братьев изменится навсегда.

## В ролях
- Демет Оздемир — Санем Айдын
- Джан Яман — Джан Дивит
- Озлем Токаслан — Мевкибе Айдын
- Джихан Эркан — Музаффер Кая (Зеберсет)
- Ознур Серчелер — Лейла Айдын
- Биранд Тунка — Эмре Дивит
- Берат Енильмез — Нихат Айдын
- Аныл Челик — Дженгиз (Джей Джей)
- Тугче Кумрал — Дерен Кескин
- Серен Ташчи — Айхан
- Сибель Шишман — Гюлиз Йылдырым
- Али Яджи — Осман
- Асуман Чакир — Айсун
- Ферди Байку Гюлер — Мелахат
- Ахмет Сомерс — Азиз Дивит
- Туан Тунали — Метин Авукат
- Огуз Окул — Рифат
- Кимья Гёкче Айтач — Полен
- Айше Акын — Арзу Таш
- Баки Чифтчи — Левент
- Аслы Мелиса Узун — Гамзе
- Ипек Тенолджай — Хюма Дивит
- Дилек Сербест — Айса
- Утку Атеш — Йигит
- Гамзе Топуз — Джейда
- Озгюр Озберк — Фабри
- Севджан Яшар — Айлин Юкселен